# 吴彬 (武术家)
吴彬（1937年—），男，浙江吴兴人，中国武术家、武术教练员、武术裁判，曾任中国武术协会委员。